# 周宗起
周宗起，福建漳州府漳浦縣人，明朝政治人物、同進士出身。
洪武十八年，登進士三甲，授大理寺丞，靖難之役后，與子被戍琴川后去世。